# Olibrinus antennatus
Olibrinus antennatus är en kräftdjursart som först beskrevs av Gustav Budde-Lund 1902.  Olibrinus antennatus ingår i släktet Olibrinus och familjen Olibrinidae. Inga underarter finns listade i Catalogue of Life.